# خورشیدگرفتگی ۲۱ مه ۱۹۹۳
خورشیدگرفتگی ۲۱ مه ۱۹۹۳ (به انگلیسی: Solar eclipse of May 21, 1993) یک خورشیدگرفتگی از نوع خورشیدگرفتگی جزئی است. این خورشیدگرفتگی در تاریخ ۲۱ مه ۱۹۹۳ میلادی (‎۳۱ اردیبهشت ۱۳۷۲ خورشیدی) روی داد که زمان اوج آن، ساعت ۱۴:۲۰:۱۵ به‌وقت ساعت هماهنگ جهانی بوده‌است.